# 第二區艦隊旗艦司令
第二區艦隊旗艦司令（英語：Flag Officer, Second Flotilla）是英國皇家海軍1971年至1992年所設置之高級軍官職位，負責管理皇家海軍第二區艦隊。

## 概述
英國皇家海軍於1971年設立單一的艦隊總司令職位後，其屬下各司令之職權進行了重組，創建了三個區艦隊旗艦司令的職位：第一區艦隊旗艦司令、第二區艦隊旗艦司令及航空母艦與兩棲艦艇旗艦司令，此三個職位均由一名海軍少將指揮。
波斯灣戰爭期間，第二區艦隊旗艦司令布里格•斯托克海軍少將在利比亞海域指揮皇家方舟號航空母艦 (R07)戰鬥群作戰。
第二區艦隊旗艦司令所率領之第二區艦隊的基地位於德文港海軍基地。  

## 歷任司令
歷任第二區艦隊旗艦司令如下：
海軍少將大衛·威廉姆斯：1971年11月至1972年3月。
海軍少將安德魯·米勒：1972年3月至1973年3月。
海軍少將理查德·P·克萊頓：1973年3月至1974年12月。
海軍少將約翰·大衛·埃利奧特·菲爾德豪斯：1974年12月至1976年10月。
海軍少將威廉·多維頓·米奈·斯塔維利：1976年10月至1977年3月。
海軍少將馬丁·維米斯：1977年3月至1978年12月。
海軍少將彼得·斯坦福：1978年12月至1980年10月。
海軍少將尼古拉斯·亨特：1980年10月至1981年11月。
海軍少將羅伯特·威廉·弗蘭克·格肯：1981年11月至1983年10月。 
海軍少將大衛·本傑明·巴瑟斯特：1983年10月至1985年4月。
海軍少將威廉·理查德·斯科特·托馬斯：1985年4月至1986年12月。
海軍少將蓋·F·里亞給：1986年12月至1988年3月。
海軍少將彼得·伍德海德：1988年3月至1989年8月。
海軍少將彼得·阿博特：1989年8月至1991年1月。
海軍少將約翰·布里斯托克：1991年1月至1992年4月。